# Palaos en los Juegos Olímpicos de Río de Janeiro 2016
Palaos participó en los Juegos Olímpicos de Río de Janeiro 2016 con un total de cinco deportistas, que compitieron en cuatro deportes. El levantador de pesas Florian Skilang Temengil fue el abanderado en la ceremonia de apertura.

## Participantes
Atletismo
- Rodman Teltull (100 metros masculinos)[2]

Lucha
- Florian Skilang Temengil (-125 kg masculinos)[2]

Natación
- Shawn Wallace (50 metros estilo libre masculino)[2]
- Dirngulbai Misech (50 metros estilo libre femenino)[2]

Piragüismo
- Marina Toribiong (K-1 200 m y K-1 500 m femeninos)[2]